# Guido Fubini
Guido Fubini   (Venècia, 19 de gener de 1879 - Nova York, 6 de juny de 1943) va ser un matemàtic italià.

## Vida i Obra
Fill d'un professor de matemàtiques, va estudiar al Liceo Foscarini de Venècia on va aconseguir excel·lents qualificacions en matemàtiques. El 1896, amb només disset anys, va ingressar a la Scuola Normale Superiore de Pisa, en la qual va ser deixeble d'Ulisse Dini, Eugenio Bertini i Luigi Bianchi. Va obtenir el doctorat el 1900.
A partir de 1901 va ser professor a la universitat de Torí i de 1903 a 1906 a la universitat de Catània. El 1906 va ser nomenat professor de la universitat de Gènova i, finalment, el 1910 va ser nomenat professor d'anàlisi superior al Politecnico di Torino i a la universitat d'aquesta ciutat. El 1938 va ser desposseït dels seus càrrecs en virtut de les lleis racials del govern feixista per la seva condició de jueu. Va decidir deixar Itàlia, sobre tot pel futur dels seus fills. Després d'uns mesos a París, va acceptar una oferta de l'Institut d'Estudis Avançats de Princeton on va treballar amb Oswald Veblen i Albert Einstein. Va morir a Nova York uns anys després de la seva arribada als Estats Units.
Fubini és recordat per teorema que porta el seu nom, que estableix les condicions en que una integral doble es pot resoldre iterativament independentment de l'ordre d'integració. Els seus treballs van ser en geometria diferencial projectiva, camp en el qual va establir nous mètodes basats en el que avui es coneix com a formes diferencials.